# Mazirbe
Mazirbe (livisk: Irē) er en landsby med 134 indbyggere (pr. 2005) i Kolkas pagasts, Dundagas novads i det vestlige Letland ved Østersøens kyst, og livernes kulturelle midtpunkt i Letland. Landsbyen er opstået ved floden Mazirbes udmunding, 19 kilometer fra pagastens hovedby Kolka, 23 kilometer fra novadens hovedby Dundaga og 174 kilometer vestligt for Riga, hovedstaden i Letland.
Landsbyen nævntes allerede i middelalderen som et fiskerleje og handelssted. I 1931 fik Mazirbe officielt status af landsby, og var i perioden fra 1945 til 1954 hovedby for Mazirbenieku ciems. I landsbyen findes en lutheransk kirke opført 1868, et livisk folkets hus opført i 1939, en bådkirkegård, fyrretræet kaldet Vilkacis (Ulveøje), det store fiskenetskur og den tidligere Mazirbe navigationsskole.